# Leptotes lybas
Leptotes lybas är en fjärilsart som beskrevs av Jean Baptiste Godart 1823. Leptotes lybas ingår i släktet Leptotes och familjen juvelvingar. Inga underarter finns listade i Catalogue of Life.